# Werkstücknullpunkt
Der Werkstücknullpunkt ist der Koordinatenursprung des zu bearbeitenden Teils auf einer Werkzeugmaschine. Die Lage dieses Punkts wird durch den Programmierer des NC-Programmes festgelegt. Der Punkt wird oft auf das Fertigmaß oder die untere Planfläche des zu bearbeitenden Werkstücks gelegt, d. h. das Werkzeug muss am Ende eines Bearbeitungszyklus diesen Punkt erreicht haben. Der Punkt ist unabhängig von der Einspannung des Werkstückes. Alle in dem NC-Programm einprogrammierten Weginformationen beziehen sich auf diesen Punkt.